# Yuhi III
Pour les articles homonymes, voir Yuhi.
Yuhi III Mazimpaka est un roi (mwami) du Rwanda qui régna au début du XVIIIe siècle, après Mibambwe II Gisanura. Il serait mort vers 1720 (+ ou - 16 ans).
Karemera Rwaka lui succéda.